# Słowik rdzawy
Słowik rdzawy (Luscinia megarhynchos) – gatunek małego wędrownego ptaka z rodziny muchołówkowatych (Muscicapidae).

## Systematyka
Międzynarodowy Komitet Ornitologiczny (IOC) wyróżnia trzy podgatunki L. megarhynchos:
- L. megarhynchos megarhynchos – północno-zachodnia Afryka[8], zachodnia i środkowa Europa do środkowej Turcji i na południe do Jordanu.
- L. megarhynchos africana – wschodnia Turcja, Kaukaz oraz północny i południowo-zachodni Iran.
- L. megarhynchos golzii (syn. L. m. hafizi Severtsov, 1873) – wschodni Iran do Kazachstanu, południowo-zachodniej Mongolii i północno-zachodnich Chin.

Opisano kilka innych podgatunków: corsa, luscinioides, caligiformes, tauridae i baehrmanni, nie są one jednak obecnie uznawane i zsynonimizowano je z podgatunkiem nominatywnym.

## Występowanie
Zasiedla Europę kontynentalną na zachód od linii Wisły i Ukrainy – zachodnią i południową, a oprócz tego Bliski Wschód (zwłaszcza Azję Mniejszą), Kaukaz, Azję Środkową i północno-zachodnią Afrykę. Słowik rdzawy nie jest spotykany w północno-zachodniej Europie, Skandynawii i w większości wschodniej Europy.
Migracje
Ten pospolity gatunek lęgowy wędruje na dalekie dystanse. Przylatuje w drugiej połowie kwietnia lub na początku maja, odlatuje w sierpniu–wrześniu. Leci na zachód, nocami. Zimę spędza w środkowej części Afryki, w tamtejszych lasach deszczowych. Śpiewające samce w trakcie migracji można wtedy spotkać w mniej typowych dla słowików środowiskach. Wraca do Europy przez Półwysep Pirenejski, a więc region, gdzie na te ptaki się poluje.
W Polsce
Jest to jeden z dwóch gatunków słowików występujących w Polsce. Występuje głównie w południowo-zachodniej Polsce na obszarze niżowym. To średnio liczny ptak lęgowy. Jest bardzo podobny do słowika szarego, odróżnia go jednak inny śpiew. Osiedla się najczęściej na suchszych terenach (np. zakrzewionych parkach) oraz w pobliżu siedzib ludzkich. Przez kraj przebiegają granice występowania słowika rdzawego i szarego. Pierwszy związany jest z zachodnią połową kraju, a drugi ze wschodnią. Oba gatunki słyszy się w pasie od Pomorza po Małopolskę.

## Charakterystyka

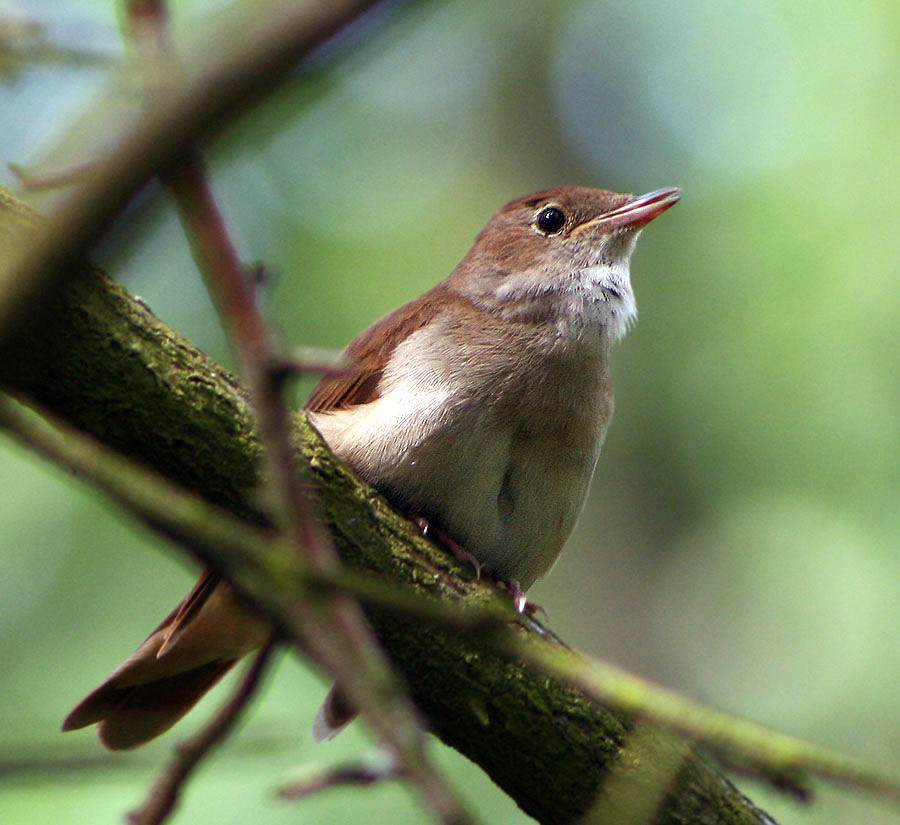
Śpiew słowika rdzawego wzbogaca wiosenny krajobraz w zachodniej Polsce

### Wygląd
Nieco większy i smuklejszy od wróbla. Mimo pięknego śpiewu słowiki są dość skromnie upierzone w barwy zeschłych liści. Mają brązowe upierzenie z ciemnorudym ogonem i kuprem. Obie płcie ubarwione podobnie. Głowa, skrzydła i ogon kasztanowato-brunatne, pierś i spód ciała o barwie jednolitej (beżowej bez ciemniejszych chmurek i fałdek – w odróżnieniu od słowika szarego). Wierzch ciała jest rdzawobrunatny. Dorosłe ptaki nie mają nigdy plamistego spodu, co odróżnia je od słowików szarych zamieszkujących wschodnią Europę i zachodnią Syberię. Dziób i tęczówki dość dużych oczu są ciemnobrązowe, a nogi jasnobrązowe. Młode są ciemniejsze, z jasnymi plamami na głowie i piersi, podobnie jak u innych ptaków rodziny drozdowatych. Plamistość jest podobna do tej u rudzików, ale potomstwo słowików jest większe i ma czerwonobrązowe ogony.
Zachodnie areały występowania słowika szarego pokrywają się z występowaniem słowika rdzawego, toteż można tam je ze sobą pomylić. Słowiki szare bardziej preferują jednak lęgi w lasach łęgowych i krzewiastych zaroślach w okolicach zbiorników wodnych. Słowiki rdzawe wybierają chętniej suchsze stanowiska, co sprawia, że ze sobą nie konkurują. W terenie są bardzo podobne do siebie, a ich nazwa gatunkowa wskazuje na odcień ubarwienia. Zwykle konkretny gatunek jest rozpoznawany po melodyjnym, donośnym i urozmaiconym śpiewie (choć rozróżnienie wymaga znajomości ich głosów), bo trudno go zauważyć w zakrzewieniu. Jego lot nie jest charakterystyczny.

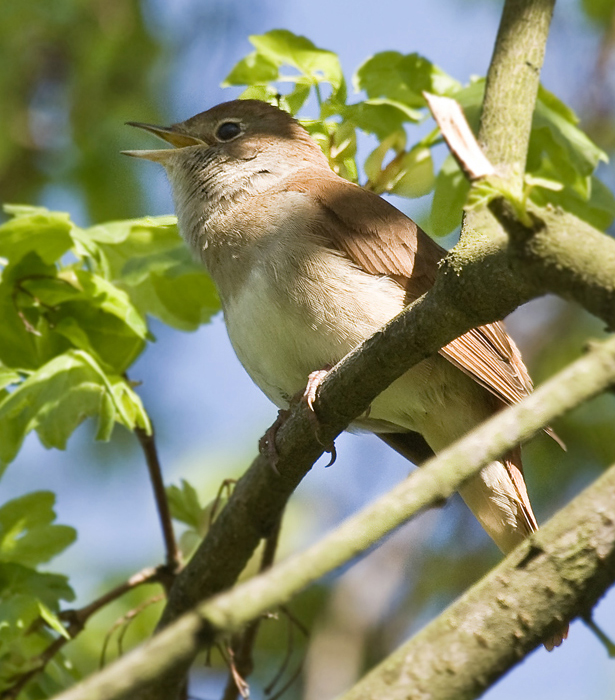
Słowiki rdzawe prowadzą skryty tryb życia przebywając przeważnie w zakrzaczeniach

### Wymiary ciała
długość ciała16–17 cm
rozpiętość skrzydełok. 23–26 cm

### Masa ciała
21–26 g

### Głos
Wyróżnia się z większości europejskich ptaków jakością śpiewu. Bogaty jest w zwrotki z wariacjami i trelami „gig gig” lub „cik cik” o smutnym brzmieniu. Choć niektóre z nich mogą śpiewać równie piękną melodię, to nie dorównują słowikowi rdzawemu w barwie tonu i różnorodności wykonania. Większość ornitologów uważa ją za przyjemniejszą dla ucha niż w wykonaniu spokrewnionego słowika szarego, któremu brakuje charakterystycznego kląskania i który używa zgrzytliwych dźwięków. Mimo wyrafinowania pieśni jej cel jest taki sam jak u innych ptaków – samiec oznacza nim swoje terytorium lęgowe, informując innych o jego zajętości. Terytorium to musi wystarczyć na zdobycie pokarmu nie tylko dla niego i jego partnerki, ale i dla przyszłego potomstwa. Gdy samiec przyleci na lęgowisko, od razu zaczyna nieprzerwany śpiew, trwający dzień i noc (najchętniej rano i wieczorem, a samą nocą słychać samotne samce), rozchodzący się od końca kwietnia do połowy czerwca. Szczególnie nocne wykonanie działa nęcąco na samice, które podobnie jak u innych ptaków owadożernych przylatują kilka dni później niż ich partnerzy. Samiec milknie, zaraz gdy zaczyna pełnić obowiązki rodzicielskie – karmienie potomstwa. Śpiewanie w tym okresie nie ma już biologicznego sensu i usłyszeć je będzie można dopiero na wiosnę przyszłego roku.
Jakość melodii nie jest taka sama u wszystkich osobników tego gatunku – jedne śpiewają pełniej, a inne z mniej zróżnicowanym trelem. Zdolność wykonywania śpiewów godowych nie jest bowiem cechą wrodzoną. Młode ptaki uczą się ich od dorosłych, a więc ich wykonanie zależy od tego jak śpiewa starsze pokolenie.
Niegdyś ptasznicy trudnili się wyłapywaniem konkretnych osobników, które potem drogo sprzedawali. Za najdoskonalej śpiewające uznawano starsze samce.

### Tryb życia
Jest ostrożny. Prowadzi skryty tryb życia, więc nieczęsto można go zobaczyć. Większość czasu przebywa na ziemi lub pomiędzy krzewami w warstwie niskiego podszytu.

## Biotop
Wymagania środowiskowe wskazują na ciepłolubny charakter tego ptaka. W Europie gnieździ się głównie na nizinach lub terenach pagórkowatych w rzadkich lasach liściastych, mieszanych lub w większych skupiskach krzewów i drzew o gęstym poszyciu oraz na skraju kompleksów leśnych. Spotykany też w zaroślach w dolinach rzecznych, ogrodach, cmentarzach i zakrzaczonych parkach. Preferuje dąbrowy, łęgi i grądy, wilgotne zarośla.

## Pożywienie
Łapie owady i inne bezkręgowce, które zbiera z ziemi lub z liści i gałęzi. Preferuje chrząszcze i mrówki, które zbiera ze ściółki lub z opadłego listowia. W czasie żerowania porusza się za pomocą długich skoków. Potrafi łowić owady w locie. Jako uzupełnienie zjada jagody.

Co ciekawe, nie połyka stawonogów, gdy są żywe. Dziobem ciska nimi o ziemię, aż przestaną się ruszać.

## Okres lęgowy

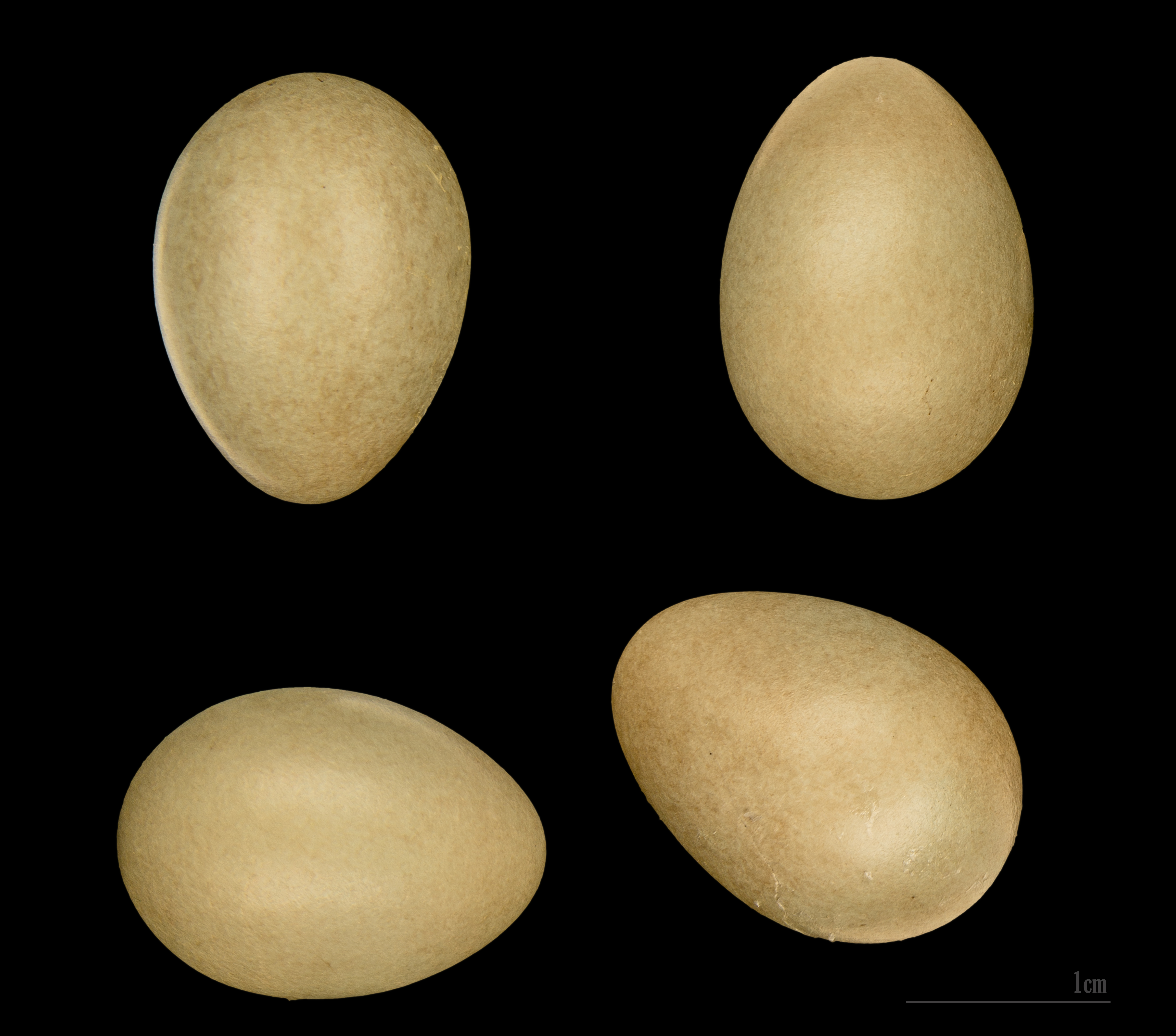
Jaja z kolekcji muzealnej

Sezon lęgowy trwa od maja do czerwca. Wyprowadza jeden lęg w ciągu roku. Pary są monogamiczne.
Gniazdo
Znajduje się na ziemi pod krzakiem, nisko nad ziemią na rozgałęzieniach gałązek zarośli lub w gęstej trawie. Jest dobrze zamaskowane. Buduje je z suchych źdźbeł traw, mchu, włókien roślinnych i liści, rzadko nakrywa je kopułą. Konstrukcję buduje tylko samica i wyścieła ją miękkim materiałem, korzonkami, sierścią i piórami.
Jaja
Samica składa 4–5 oliwkowych, bladoniebieskich lub zielonych jaj. Pokryte są czerwonawymi plamkami.
Wysiadywanie
Wysiadywanie trwa 12–14 dni. Rodzice zajmują się 4–5 pisklętami. Młode, gniazdowniki, opuszczają gniazdo po 11 dniach. Wtedy rozpraszają się i kryją w otaczającym podszycie.

## Status i ochrona
IUCN uznaje słowika rdzawego za gatunek najmniejszej troski (LC, Least Concern) nieprzerwanie od 1988 roku. Liczebność światowej populacji, obliczona w oparciu o szacunki organizacji BirdLife International dla Europy z 2015 roku, mieści się w przedziale 43–81 milionów dorosłych osobników. Globalny trend liczebności populacji uznawany jest za stabilny.
Na terenie Polski gatunek ten jest objęty ścisłą ochroną gatunkową. Na Czerwonej liście ptaków Polski został sklasyfikowany jako gatunek najmniejszej troski (LC). Według szacunków Monitoringu Pospolitych Ptaków Lęgowych (MPPL), w latach 2013–2018 liczebność populacji lęgowej słowika rdzawego na terenie kraju wynosiła 145–193 tysiące par, jest on zatem nieco liczniejszy od słowika szarego.

## Słowik w kulturze

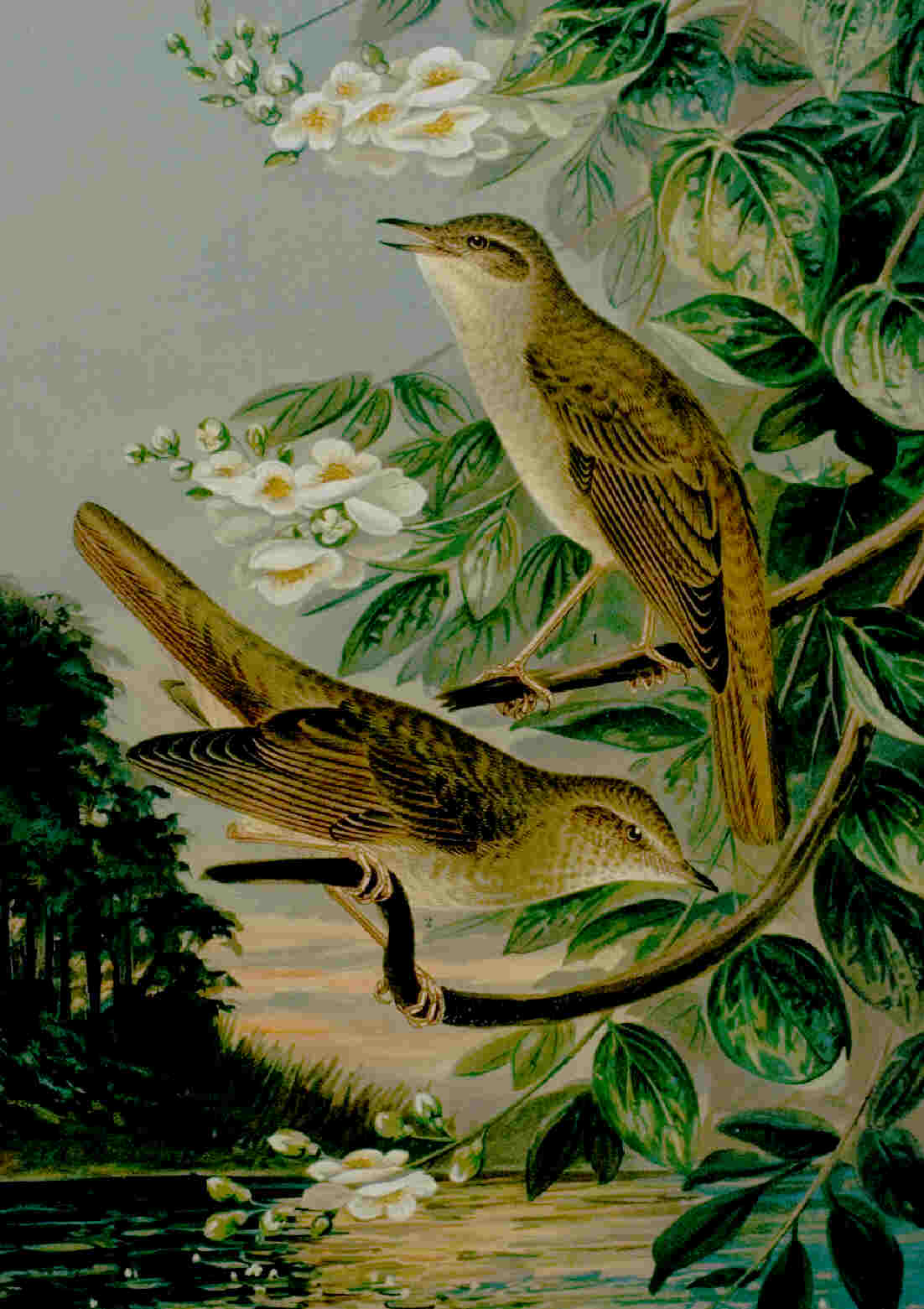
Słowik w literaturze zawsze kojarzył się z miłością, smutkiem lub czujnością

Słowika uważa się za chrześcijański symbol anielskości, marzeń, słodyczy, natchnienia, nieskończonego bogactwa. Oprócz tego symbolizował dwuznaczność, skrytość, uzdrowienie, noc, czujność, ciekawość, smutek, skargę matki, ból, łzy, pożegnanie, śmierć, żałobę, nieśmiertelność, beznadziejność, duszę potępioną. Ze względu na to, że jego śpiew słychać co roku w maju, głos kojarzył się w wielu krajach z miłością i zakochanymi. Melodia rozlegająca się w księżycowe noce wiązała ptaka z romantycznymi chwilami, choć w naturze śpiewa on całą dobę. Według ludowych wierzeń jeśli zobaczy się słowika to oznacza to szczęście w miłości małżeńskiej. Uważa się go też za zwiastuna wiosny. Ludowa medycyna mięso nocnego śpiewaka stosowała na zapobieżenie nadmiernej senności, a jego serce zapewniało piękny głos i zdolności krasomówcze. Słowik umiłował sobie wolność o czym przekonuje przysłowie: Słowik w klatce nie zaśpiewa. Na Bliskim Wschodzie, jak i w Europie, śpiew słowika miał zwiastować szczęście. Inni gdy słyszeli słowiczą melodię kojarzyli ją z dochodzącym z czyśćca wołaniem duszy o pomoc lub nawet zapowiadała ona według niektórych rychłą śmierć. Często pojawiał się w perskiej poezji lirycznej, gdzie uosabiano go z nieodwzajemnioną miłością, która dawała poecie natchnienie. W Chinach trel słowika był wyrażeniem tęsknoty za rajem i królestwem niebieskim. Ze względu na uczenie się śpiewu młodych od dorosłych osobników przypisywano gatunkowi zdolności pedagogiczne.
Słowik pojawia się w sztuce, poezji i bajkach – na przykład w Romeo i Julii i Kupcu weneckim Szekspira. W baśniach Andersena ptak jest własnością cesarza. Ten wybiera ubranego w brylanty sztucznego robota-ptaka, który jednak psuje się, gdy władca go potrzebuje. Dopiero trel szaro upierzonego ptaka go uzdrawia. W poezji rzymskiej, np. u Wergiliusza, a potem w odnoszącej się do niej poezji renesansowej i barokowej, słowika nazywano mityczną Filomelą. Zabiwszy przypadkowo swojego syna Itysa miała go nocami opłakiwać z tęsknoty i bólu, gdy Zeus zamienił ją w słowika. O smutnej melodii słowika wspomina w swych wierszach Mickiewicz (Do B. Z. i Wschód i północ), Słowacki (Rozłączenie), Pol (Wyjazd z domu), Tuwim (Slopiewnie, Słowisień i Spóźniony słowik), Staff (Noc czerwcowa), Zaleski (Spomnienia) i Pawlikowska-Jasnorzewska (Śpiew słowika). John Keats w Odzie do słowika marzy o ucieczce ze świata bólu i smutku, a w jego śpiewie widzi idealny świat Piękna. Pisze o nim: Tyś nie dla Śmierci stworzeń, nieśmiertelny ptaku!. W Raju utraconym Johna Miltona ptak uosabia czujność i zarazem miłość. W Legendzie o pieśni Janusza Korczaka słowik przyjmuje od orła perły skradzione aniołom i przekazuje je jaskółce. Od tej pory słowik najpiękniej śpiewa ze wszystkich ptaków. W liryce miłosnej najczęściej związany jest z różą i kwiatem śliwy. Samych poetów nazywa się czasem słowikami słowa. Słowik i róża to druga z cyklu bajek Oskara Wilde’a, gdzie ptak jest symbolem głębokiego poświęcenia. Jako świadek zawartej umowy postanawia pomóc chłopcu w odnalezieniu czerwonej róży w ogrodzie pełnym białych kwiatów. Gdy poznaje sposób, ptak przebija kolcem białej róży swoje serce i oddaje życie, przekazując krew roślinie. Pomimo że chłopak daje dziewczynie czerwony kwiat, ta łamie zawartą umowę, która zakładała wybranie się z nim na bal. Tym samym zarozumiałość i złamana obietnica udaremnia gest bezinteresownej miłości. Hanka Ordonówna w Piosence o zagubionym sercu o zakochanych śpiewa, że noce takie są upalne i słowiki spać [im] nie dają.
Oprócz tego wykorzystuje się motyw słowika we wzornictwie, malarstwie, rzeźbie, na akwarelach (np. u Doroty Heryd Skrzydlate-Łaciate), plakatach, lub ceramice.

Na Festiwalu Piosenki w Sopocie nagradzano zespoły muzyczne Bursztynowym Słowikiem, a jedną z najwybitniejszych śpiewaczek sopranowych XIX wieku – Jenny Lind – nazywano „szwedzkim słowikiem”.